# (35248) 1995 UR53
1995 UR53 (asteroide 35248) é um asteroide da cintura principal. Possui uma excentricidade de 0.23455620 e uma inclinação de 1.44753º.
Este asteroide foi descoberto no dia 21 de outubro de 1995 por Spacewatch em Kitt Peak.